# Vinícius dos Santos
Vinícius Carlos dos Santos (Carapicuíba, 19 de fevereiro de 1987) é um jogador de futsal brasileiro naturalizado italiano. Atualmente, joga pelo Kaos e pela Seleção Italiana de Futsal na posição de fixo.